# Hatrival
Hatrival (wa. Atrivå) – dzielnica (section) miasta Saint-Hubert w Belgii, w Regionie Walońskim, w prowincji Luksemburg, w okręgu Neufchâteau. 1 stycznia 2020 roku liczyła 623 mieszkańców. Do 31 grudnia 1976 r. samodzielna gmina. 

## Demografia
Liczba mieszkańców, stan na 1 stycznia:
| Rok                | 1930 | 1947 | 1961 | 2020 |
| ------------------ | ---- | ---- | ---- | ---- |
| Liczba mieszkańców | 579  | 601  | 517  | 623  |